# Katukina Pano
I Katukina Pano  sono un gruppo etnico del Brasile con una popolazione stimata in 594 individui nel 2010 (Funasa).

## Lingua
Parlano la lingua Katukina che appartiene alla famiglia linguistica pano. Il portoghese è utilizzato esclusivamente per interagire con i bianchi ma meno della metà della popolazione lo parla correntemente.

## Insediamenti
Vivono nello stato brasiliano dell'Acre.